# Håll
Håll eller mjälthugg är en typ av värk i magtrakten under revbenen och uppkommer oftast vid tyngre fysisk påfrestning.
Orsaken är okänd, men håll kan bero på kramp i diafragman, som gör att tarmar och bukinnehåll pressas nedåt, vid syrebrist och när mjölksyra bildas. En annan orsak kan vara kramp i musklerna mellan revbenen. Spänningar i bukens organ och i lungorna kan också orsaka håll.
Håll är ofarligt och går över av sig själv. Det kan dock i ovanliga fall vara symptom på skada eller inflammation, till exempel lungsäcksinflammation eller revbensbrott. Man kan eventuellt minska risken att få håll genom att inte äta strax före träning och genom att värma upp ordentligt före tyngre träningspass.

## Folkmedicin
Enligt gammal sägen går håll över om man långsamt tuggar på ett mistelbär. Misteln är dock giftig och förtäring av bär eller andra delar kan leda till magont, illamående, kräkningar och diarré. Vid intag av mer än fem bär krävs behandling med medicinskt kol.